# Bischöfliches Albertus-Magnus-Gymnasium
Das Bischöfliche Albertus-Magnus-Gymnasium (kurz: AMG) ist eine Schule im Viersener Stadtteil Dülken. Der Schulträger des privaten Gymnasiums ist das Bistum Aachen. Namenspatron ist der mittelalterliche Universalgelehrte Albertus Magnus (um 1200–1280). Das AMG wurde 1967 gegründet und wird im Schuljahr 2021/2022 von etwa 860 Schülern besucht, die von 72 Lehrkräften und 4 Referendaren unterrichtet werden. Schulleiterin ist seit August 2020 Ursula Deggerich.

## Geschichte
Das Land Nordrhein-Westfalen beschloss 1965/66, das Konzept der bereits einige Jahre in Hessen erprobten Tagesheimschule zu testen. Dabei wird Schülern ein Mittagessen angeboten und die betreute Hausaufgabenerledigung am Nachmittag ermöglicht. Der damalige Bischof von Aachen und Schulbeauftragte der Deutschen Bischofskonferenz Johannes Pohlschneider wollte mit einer neuen Schule nach diesem Konzept die Entlastung berufstätiger Eltern mit einer über die reine Wissensvermittlung hinausgehenden christlichen Erziehung verbinden.
Das Gymnasium wurde 1967 als reine Jungenschule mit angegliedertem Internat gegründet. Der Unterricht begann am 7. September 1967 mit sechs Lehrern und 70 Schülern, von denen 20 im Internat wohnten. Der erste Schulleiter war bis 1990 Oberstudiendirektor Josef Kiwitz (1928–2016). Abiturienten gab es erstmals im Schuljahr 1975/76. 1982 wurde die Koedukation eingeführt und zunächst beginnend mit den Klassen 5 und 11 auch Mädchen aufgenommen.
Während die Schule ursprünglich als altsprachliches Gymnasium mit erster Fremdsprache Latein sowie Wahlfach Altgriechisch begann, wird heute auch Englisch als erste Fremdsprache angeboten, sowie außerdem Französisch und Spanisch.
Ein regelmäßiger Schüleraustausch findet mit den Partnerschulen Association Scolaire St. Jean et la Croix in Saint-Quentin in der Picardie (seit 1983) sowie St. Marylebone in London statt.

## Schwerpunkte und Angebote
Als Schule des Bistums Aachen bildet ein Erziehungsschwerpunkt die Vermittlung christlicher Werte. Den Schülern wird nicht nur durch den Religionsunterricht, sondern auch durch Angebote wie regelmäßige Schulgottesdienste sowie sonstige besinnliche und soziale Aktivitäten eine christlich geprägte Orientierung gegeben.
Seit 1990 existiert die „AMG Big Band“.

## Verschiedenes
In einem Innenhof befindet sich seit 1990 die Bronzeplastik Albertus Magnus von Gerhard Marcks (1955/70, Höhe 85 cm, Guss XI).
Im Jahr 2015 nahm der Leistungskurs Sozialwissenschaften der Q1 unter Leitung von Markus Zellkes am bundesweiten Wettbewerb „Chef für 1 Tag“ der Zeitschrift Focus Money teil. Der Kurs setzte sich gegen mehrere Mitbewerber durch und das AMG ist nun offizielle „Chef für 1 Tag Schule 2015“.

## Absolventen
(Abiturjahrgang)
- 1979 Achim Hölter (* 1960), Professor für Vergleichende Literaturwissenschaft an der Universität Wien
- 1980 Wolfram Goertz (* 1961), Journalist, Kulturredakteur der Rheinischen Post und Kulturkritiker der Zeit
- 1981 Markus Türk (* 1962), Musiker (u. a. Family 5, Die Ärzte, Fehlfarben)
- 1981 Winfried Randerath (* 1961), Chefarzt und ärztlicher Direktor des wissenschaftlichen Instituts für Pneumologie der Universität Witten/Herdecke.
- 1982 Elmar Goerden (* 1963), Theaterregisseur
- 1983 Gregor Maria Hoff (* 1964), Theologie-Professor Paris-Lodron-Universität Salzburg
- 1983 Clemens Maria Kitschen (* 1964), Musiker
- 1984 Frank Rehfeld (* 1962), Autor[13]
- 1986 Elmar Theveßen (* 1967), ehemaliger stellvertretender Chefredakteur des ZDF, Leiter des ZDF-Studios in Washington und ZDF-Terrorismusexperte
- 1989 Karsten Wildberger (* 1969), Bundesminister für Digitales und Staatsmodernisierung[14][15]
- 1991 Dietmar Brockes (* 1970), Politiker (FDP), seit 2000 MdL NRW
- 1991 Oliver Hilmes (* 1971), Schriftsteller und Publizist
- 1993 Diana Menschig (* 1973), Schriftstellerin
- 1994 Jörg Kupjetz (* 1975), Professor für Wirtschaftsrecht